# Station Łódź Arturówek
Station Łódź Arturówek is een spoorwegstation in de Poolse plaats Łódź. Na jarenlang buiten gebruik te zijn geweest is dit station in 2013 gerenoveerd en heropend.
0: Łódź Widzew ·
3: Łódź Stoki ·
4: Łódź Uniwersytet ·
6: Łódź Marysin ·
7: Łódź Radogoszcz ·
9: Łódź Arturówek ·
14: Zgierz ·
16: Zgierz Jaracza ·
18: Zgierz Północ ·
21: Zgierz Kontrewers ·
25: Grotniki ·
31: Chociszew ·
34: Ozorków Nowe Miasto ·
36: Ozorków ·
42: Sierpów ·
46: Łęczyca ·
54: Gawrony ·
60: Witonia ·
71: Kutno